# Queísmo
Le queísmo, également parfois appelé antidequeísmo, est un phénomène linguistique de l'espagnol consistant en l'omission d'une préposition (généralement la préposition « de ») lorsque, selon l'usage normatif, elle devrait précéder la conjonction de subordination « que ».
Exemples :
- Es hora que me escuchen (titre d'un livre d'Eduardo Duhalde, ancien président de la République Argentine) au lieu de  Es hora de que me escuchen.
- Me alegro que te vayas au lieu de Me alegro de que te vayas.
- No me di cuenta que habías venido au lieu de No me di cuenta de que habías venido.
- Estoy de acuerdo que hay que hacerlo au lieu de Estoy de acuerdo en que hay que hacerlo.
- Intentaré convencerte que siempre te amé (dans une chanson d'Antonio Orozco) au lieu de Intentaré convencerte de que siempre te amé.
- Estoy segura que esta vez (dans une chanson de Paulina Rubio) au lieu de Estoy segura de que esta vez.

L'Académie royale espagnole considère le queísmo comme incorrect, bien qu'il s'agisse d'une simplification très courante dans le langage familier, tant en Espagne qu'en Amérique. Le phénomène inverse (utilisation de la préposition lorsqu'il n'y a pas lieu d'un point de vue normatif) est appelé dequeísmo.